# Eric Wynalda
Eric Boswell Wynalda (Fullerton, 9 giugno 1969) è un ex calciatore e allenatore di calcio statunitense, di ruolo attaccante.
È stato capo allenatore e direttore tecnico del Las Vegas Lights FC nell'USL Championship e in precedenza è stato l'ospite di WTF: Wynalda Talks Football su Sirius XM FC.
Wynalda è stato uno dei primi americani a giocare professionalmente in Europa prima di tornare in patria nel 1996 per giocare nella Major League Soccer e segnare il primo gol nella storia del campionato. Fino al 2008 è stato il capocannoniere di tutti i tempi della nazionale statunitense. Wynalda è stato descritto come un "giocatore sfuggente e dinamico fuori dal palleggio con un tiro pesante". È stato eletto nella National Soccer Hall of Fame nel 2004.

## Biografia
Wynalda, di origini olandesi, è cresciuto a Westlake Village, in California, ed ha frequentato l'Università statale di San Diego dal 1987 al 1989.
È sposato con Amanda Fletcher dal 2014. Wynalda ha tre figli. Nel novembre 2018, la sua villa di Malibu è andata a fuoco negli incendi della California.

## Carriera

### Club
Wynalda inizia la sua carriera nei San Francisco Bay Blackhawks. Nel 1992 Bora Milutinović lo esclude dalla Nazionale. Dopo essere stato escluso anche dalla rosa del suo club, Waldo passa ai tedeschi del Saarbrücken, diventando così il primo giocatore statunitense a giocare in un club tedesco. Il Saarbrücken retrocede poi nella Zweite Bundesliga, e Wynalda si trasferisce al VfL Bochum.
Torna poi in patria nel 1996, nei San Jose Clash, segnando il primo gol della Major League Soccer. Viene quindi prestato al Club León, in Messico nel 1999, ma qui subisce un grave infortunio che gli impedisce di giocare e che induce i Clash a venderlo ai Miami Fusion. Nel 2000 Wynalda viene venduto ai New England Revolution. Passa ai Chicago Fire nel 2001 e nel 2002 ai Los Angeles Galaxy. Dopo essersi ritirato dal calcio giocato, nel 2005 assume il ruolo di direttore tecnico nel Bakersfield Brigade. Due anni più tardi, in questa stessa squadra, gioca per una stagione collezionando 4 presenze.

### Nazionale
Wynalda debutta nella Nazionale di calcio statunitense contro la Costa Rica il 2 febbraio 1990. Partecipa a 3 mondiali, 1990, 1994 e 1998.

## Palmarès

### Giocatore

#### Nazionale
- Gold Cup: 1

1991

#### Individuale
- Capocannoniere della CONCACAF Gold Cup: 1

1996 (4 gol)
- U.S. Soccer Athlete of the Year: 1

1996